# Schloss Wellenberg (Frauenfeld)

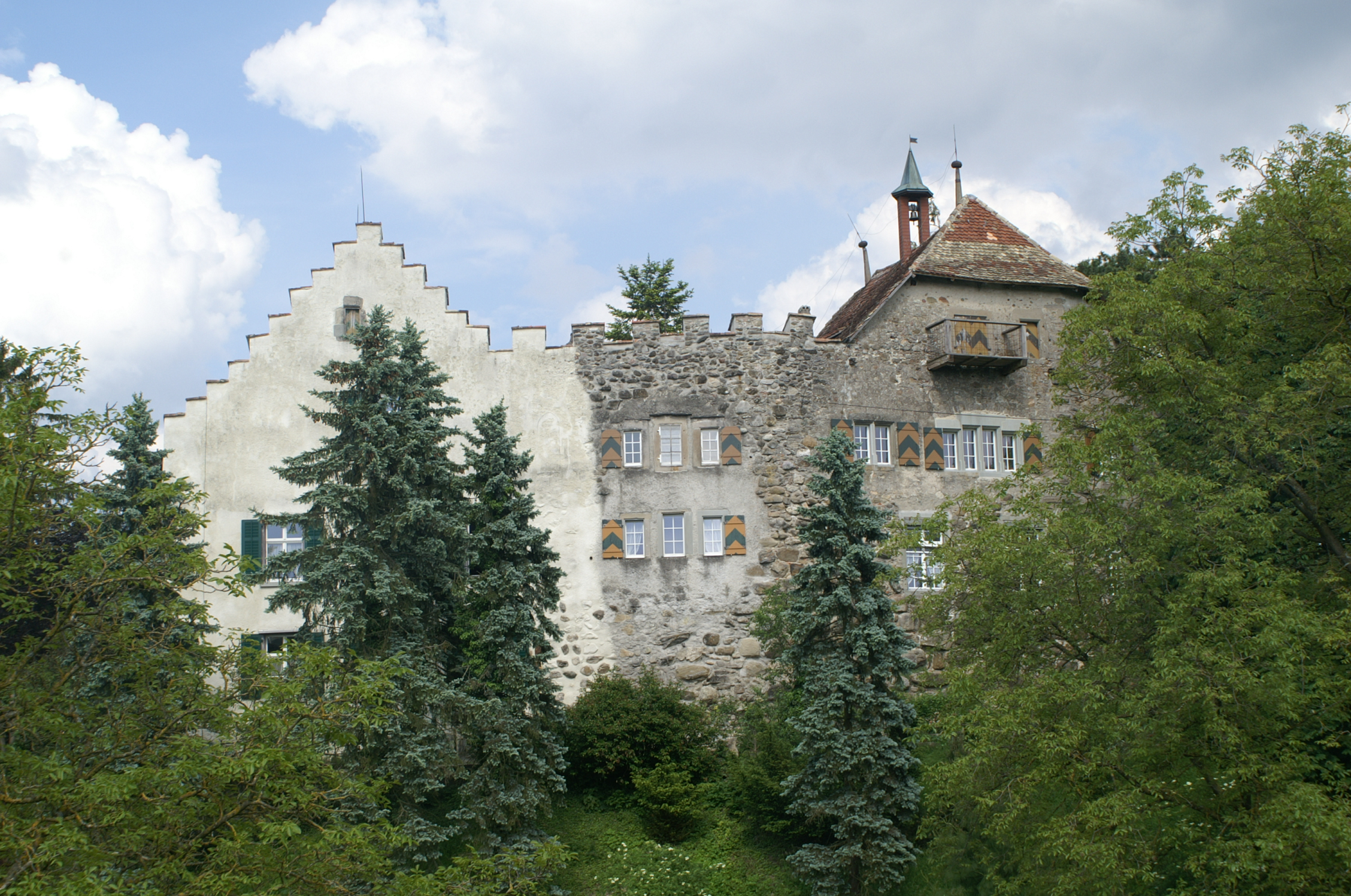
Westfassade des Schlosses Wellenberg

Das Schloss Wellenberg steht in der Gemeinde Felben-Wellhausen bei Frauenfeld in dem Schweizer Kanton Thurgau auf einer vorgelagerten Anhöhe des Wellenbergs über dem Thurtal.

## Geschichte
Die erste urkundliche Erwähnung durch Walter von Wellenberg geht in das Jahr 1204 zurück. Im Zuge der Beendigung des Interregnums durch Rudolf von Habsburg zerstörten und verbrannten die Zürcher im Jahr 1258 die Burg weil von ihr aus Raubzüge in die Umgebung ausgeübt worden waren. Ulrich von Wellenberg und seine beiden Neffen wurden in Zürich gefangengesetzt und mussten letztlich Urfehde schwören. Sie besassen auch das Wohnrecht in Frauenfeld.
1370 kam Burg Wellenberg als Lehen des Klosters Reichenau in die Hand derer von Strass die den Besitz um 1370 an die Herren von Hohenlandenberg übergaben. Die Herrschaft Wellenberg umfasste die Gerichtsbarkeit über Wellhausen, Thundorf mitsamt den umgebenden Höfen sowie den Vogteien Mettendorf, Eschikofen und Lustorf. Die Hohenlandenberger waren Dienstleute der Habsburger und erfolgreich im Vorfeld der Appenzellerkriege. Sie regierten zugleich von dem Schloss Frauenfeld und dem Schloss Sonnenberg aus. Margarethe von Hohenlandenberg stiftete 1450 die Schlosskaplanei, aus der sich später die Pfarrei Felben entwickelte.
Um 1513 erwarb der sagenumwobene Jakob Mötteli von Rappenstein die Burg Wellenberg. 1537 kam die Herrschaft für rund 130 Jahre in den Besitz der Herren von Ulm. Gregor von Ulm verstärkte kurz vor dem Dreissigjährigen Krieg noch die Wehren und Waffen der Burg.
1669 erwarb Johannes Escher im Auftrag der Stadt Zürich die Liegenschaft, welche diese am 17. November 1815 wiederum an Joachim Leonz Eder verkaufte. Am 24. März 1900 verkauften die Geschwister Nikolaus, Verena und Louise Bienz der Familie Schenkel den inzwischen errichteten Gutsbetrieb zusammen mit dem Schloss. Im Jahr 2002 wurde das Schloss unter Bundesschutz gestellt. Zwei Jahre später wurde im Rahmen der Jubiläumsfeier «800 Jahre Schloss Wellenberg» die Stiftung Schloss Wellenberg gegründet.